# May Ball

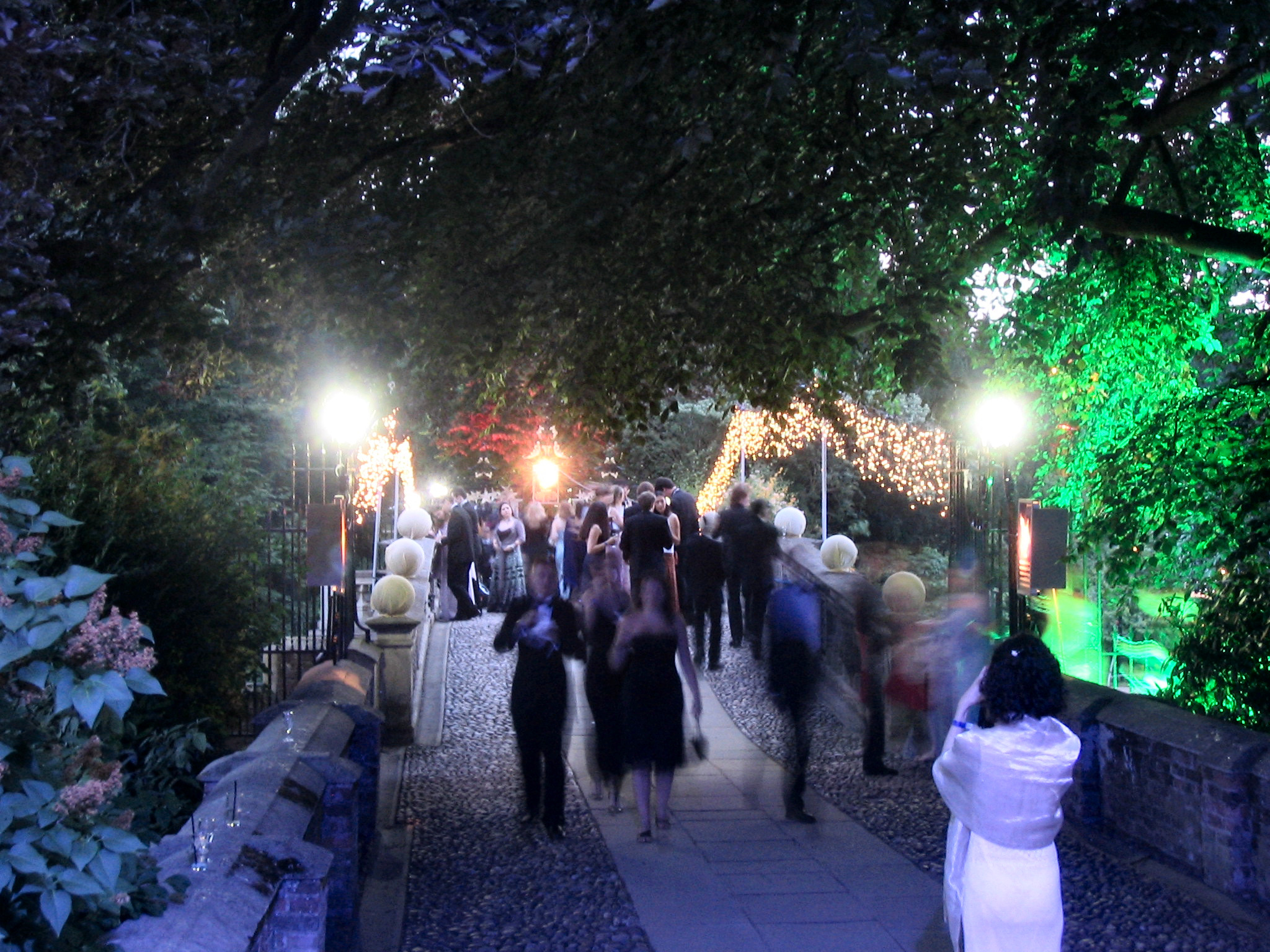
Il ponte del Clare College durante il May Ball del 2005

Il May Ball è un ballo di fine anno che si tiene ad uno dei collegi dell'Università di Cambridge. Sono delle feste molto formali, che richiedono un abito adatto, come lo smoking (black tie) o il frac (white tie). Si tengono durante la settimana conosciuta come May Week, che cade nel mese di giugno dopo il termine degli esami accademici; il riferimento nel nome al mese di maggio è rimasto per tradizione poiché originariamente i balli si tenevano nella settimana precedente agli esami, come tuttora accade all'Università di Oxford. 
Ogni May Ball inizia di norma alle 9 di sera e dura l'intera notte, con la survivors photo (foto dei sopravvissuti) che viene effettuata all'alba seguente. L'evento si svolge principalmente nei giardini del collegio, che vengono allestiti con varie attrazioni e banchetti. Possono partecipare tutti gli studenti del collegio ospitante; per gli altri membri dell'università è in genere disponibile un certo numero di biglietti che vengono assegnati per ballottaggio o a chi ne fa domanda per primo. La maggior parte dei balli possiede anche un tema che influenza nella scelta delle decorazioni o nel cibo e bevande che vengono offerte ai partecipanti: ad esempio, un canale di Venezia provvisto di gondole fu ricreato nel Sidney Sussex College per il ballo del 2010.
Balli annuali vengono tenuti al Clare, Darwin, Hughes Hall, Jesus, St Edmund's, Robinson, Trinity e St John's colleges, mentre per il Magdalene, Pembroke, Emmanuel, Corpus Christi, Christ's, Downing, Girton, Gonville and Cauis, Homerton, Newnham, Queens', Selwyn, Sidney Sussex e St Catharine's l'evento ha cadenza biennale. 
Personaggi e artisti famosi sono spesso stati invitati ai diversi May Ball. Ad esempio, hanno partecipato DJ Fresh (Churchill 2011), Cascada (Trinity 2011), Ellie Goulding (John's 2010), Toploader (Sidney Sussex 2010), Florence and the Machine (Queens' 2009), Scissor Sisters (John's 2003), Snow Patrol (Girton 2002). Il St John's May Ball è stato proclamato dalla rivista Time come il 7° party più bello del mondo.